# أخيدو

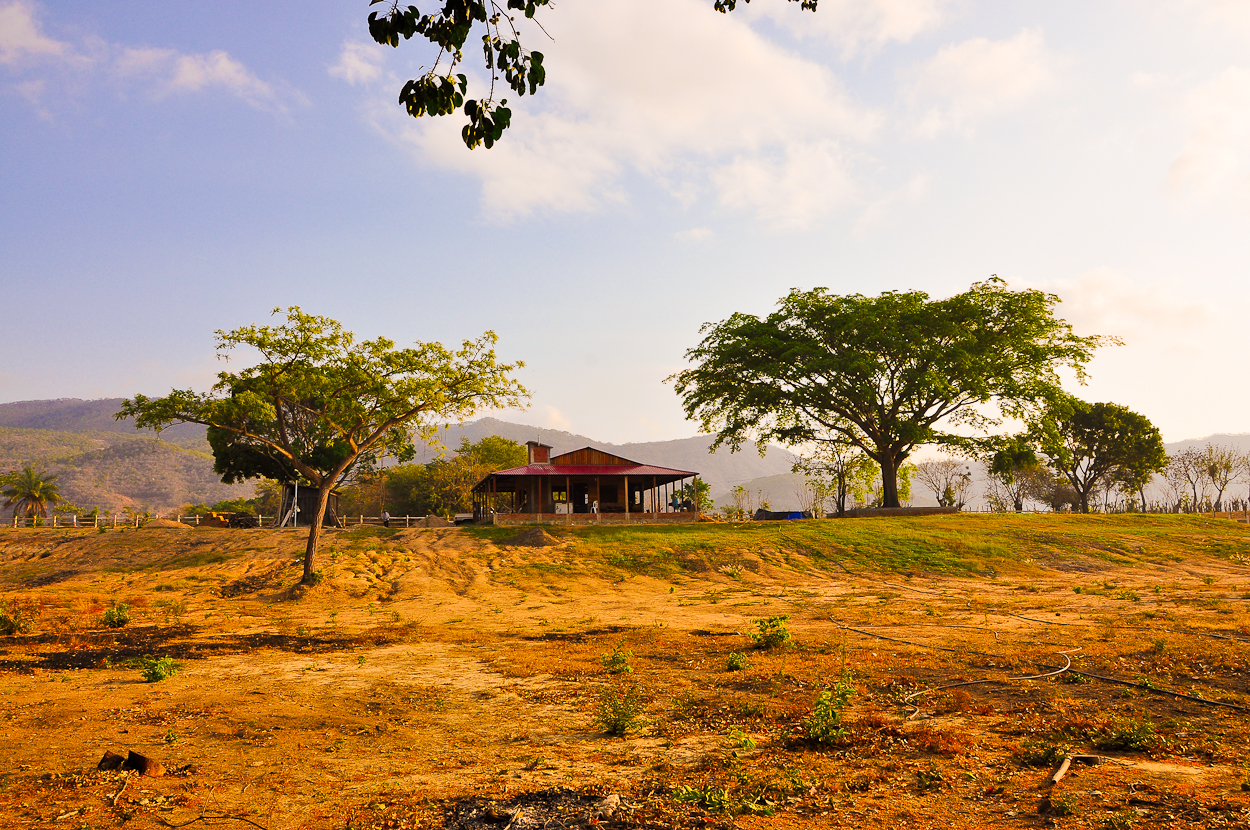
أخيدو

الأخيدو هي مساحة من الأراضي الجماعية المستخدمة للزراعة حيث يتمتع أفراد المجتمع بحق الانتفاع بدلاً من حقوق ملكية الأرض، والتي هي في المكسيك مملوكة للدولة المكسيكية. الأشخاص الذين حصلوا على الأخيدو في العصر الحديث يزرعونها فرادى في شقوق ويحافظون على الممتلكات الجماعية تحت إشراف الحكومة. مع أن نظام الأخيدو كان يعتمد على فهم ما قبل الفتح الأزتك والأخيدو الإسباني في العصور الوسطى فمنذ القرن العشرين تدير الحكومة الأخيدو وتنظمه.